# 益田就之
益田 就之（ますだ なりゆき）は、江戸時代前期の毛利家家臣・長州藩士。石見の国人・益田氏の第20代当主である益田元祥の四男。

## 生涯
元和元年（1615年）、毛利家の重臣である益田元祥の四男として生まれる。
元和9年9月18日（1623年11月10日）、毛利秀就から隼人佐の官途名と「就」の偏諱を与えられ、就之と名乗る。寛永9年（1632年）、父・元祥の隠居料3000石のうち、2000石を相続した。
その後、嫡男の就武（又兵衛）が病により家督を継ぐことが出来なかったため、就武の嫡男の就朋（隼人）に家督を譲り、寛文12年（1672年）に58歳で死去。